# Balingera
Balingera, balinger (fr. ballinger) – typ niewielkiego średniowiecznego morskiego statku żaglowo-wiosłowego.
Był to jednomasztowy żaglowiec o nośności ok. 180 ton, wyposażony też w wiosła, z załogą liczącą 70-80 ludzi. Mniejszy od barki, lecz o podobnej budowie i przeznaczeniu. W XIII-XV wieku używany jako statek wielorybniczy na Morzu Północnym i w żegludze przybrzeżnej jako jednostka handlowa, później również jako wojenny (do transportu wojska) i kaperski. Określany także niepoprawną nazwą berlinger.